# Дед Щукарь (памятник)
«Дед Щукарь» — памятник одному из главных персонажей романа Михаила Александровича Шолохова «Поднятая целина». Скульптурная композиция открыта на набережной Ростова-на-Дону недалеко от речного вокзала в 1981 году.

## История
Прототипом Деда Щукаря, персонажа «Поднятой целины», стал плотник Тимофей Тимофеевич Воробьёв, живший в хуторе Гремячий Лог и бывшим частым гостем Шолохова. Прозвище это он получил ещё будучи ребёнком, и оно оставалось с ним до последних дней жизни.
Идея создания памятника яркому и самобытному персонажу, чьё имя впоследствии стало нарицательным, возникла в 1980 году после того, как автору произведения, Михаилу Александровичу Шолохову, было присвоено второе звание Героя Социалистического Труда.
Авторами монумента стали заслуженный художник УССР, скульптор Николай Васильевич Можаев и архитектор Виталий Иванович Волошин.

## Описание
Расположенная на невысоком бетонном постаменте скульптура выполнена из бронзы в полный рост и изображает сухопарого старика с курчавой бородкой и добродушным лицом, одетого в русскую народную одежду. Дед Щукарь изображён полуприсевшим, упёршимся правой рукой в колено; подняв левую руку и выставив вперёд указательный палец, он, видимо, рассказывает одну из своих поучительных историй. Рядом с ним на двуногой подпорке висит небольшой котелок, в котором над костром готовится уха.
Неподалёку от «Деда Щукаря» расположилась бронзовая фигура ещё одного знакового персонажа Шолохова — Нахалёнка, героя «Донских  рассказов».